# نيك آدامز (ممثل مواليد 1931)
نيك آدامز (بالإنجليزية: Nick Adams) مواليد 10 يوليو 1931 في بنسيلفانيا، الولايات المتحدة - الوفاة 7 فبراير 1968 في بيفرلي هيلز، الولايات المتحدة، هو ممثل وكاتب سيناريو أمريكي بدأ مسيرته الفنية سنة 1952.

## الأعمال

### أفلام
- السيد روبرتس (1955)
- نزهة (1955)
- ضخم (1956)
- الرائحة الحلوة للنجاح (1957)
- حديث الوسائد (1959) (بدور: توني والترز)
- المتدربون (1962)

### مسلسلات
- 77 سانست ستريب (1963) (بدور: ماكس دينت)
- بين كيسي (1965)

## روابط خارجية
- نيك آدامز على موقع IMDb (الإنجليزية)
- نيك آدامز على موقع ألو سيني (الفرنسية)
- نيك آدامز على موقع تيرنر كلاسيك موفيز (الإنجليزية)
- نيك آدامز على موقع أول موفي (الإنجليزية)
- نيك آدامز على موقع قاعدة بيانات الأفلام السويدية (السويدية)
- نيك آدامز على موقع إن إن دي بي (الإنجليزية)
- نيك آدامز على موقع قاعدة بيانات الفيلم (الإنجليزية)
- نيك آدامز على موقع كينوبويسك (الروسية)